# ISO-образ
ISO-образ — неформальный термин для обозначения образа оптического диска, содержащего файловую систему (обычно стандарта ISO 9660 с его расширениями или UDF). В более общем смысле, термин относится к образу любого оптического диска. Этот образ представляет собой файл с расширением .iso. Его можно использовать (в совокупности со специальными программными средствами) вместо компакт-диска.
Следует иметь в виду, что ISO-образ содержит меньше информации, чем исходный компакт-диск. На компакт-диске содержится служебная информация, которая может, в частности, использоваться для защиты от копирования. Возможностью сохранять подобную информацию (в своих собственных форматах образа диска) обладают некоторые из программ для работы с компакт-дисками.
Как правило, просмотреть и извлечь содержимое ISO-образа можно программой-архиватором, поддерживающим чтение таких файлов.

## Работа с ISO-образами
- В операционных системах Windows начиная с Windows 7 появилась возможность записать образ диска на оптический диск, а в Windows 8 его можно монтировать и работать так же, как с физическим диском.
- В MacOS средствами операционной системы можно монтировать и работать с этим образом точно так же, как с физическим компакт-диском.
- В GNU/Linux можно монтировать этот образ точно так же, как физический компакт-диск, но с другими опциями:

```
mount /dir/image.iso -o loop /mnt/cdrom
```

- Во FreeBSD доступ к образу можно получить после выполнения следующих команд:

```
mdconfig -a -t vnode -u0 -f filename.iso
mount -t cd9660 /dev/md0 /mnt
```

- Также, существуют программы, которые на основе файла-образа создают в системе виртуальный привод CD-ROM. Например, UltraISO, Alcohol 120%, DAEMON Tools.
- Для Windows есть программа ImDisk Virtual Disk Driver, которая интегрируется в контекстное меню проводника и подключает ISO — образ как виртуальный диск на первую свободную букву диска в системе.

## Редакторы ISO-образов
Практически любое современное ПО для работы с файловыми системами оптических дисков в той или иной степени работает с ISO-образами, то есть оно обладает возможностями: как минимум, записывать такие образы на компакт диски и, дополнительно, создавать образы с дисков.
| Название   | Операционная система     | Лицензия                                           | Возможности |
| ---------- | ------------------------ | -------------------------------------------------- | --- |
| ImgBurn    | Windows                  | Freeware                                           | Создание, запись. Инсталлятор содержит adware |
| ISO Master | Linux                    | GNU GPL, Freeware для Linux, Shareware для Windows | Редактирование, создание, извлечение |
| PowerISO   | Windows, Linux, Mac OS X | Shareware                                          | Редактирование, создание (до 300 Мб без регистрации), запись, извлечение, конвертирование, шифрование, монтирование. Инсталлятор на оф. сайте содержит adware                                                           |
| UltraISO   | Windows                  | Shareware                                          | Редактирование, создание, монтирование, запись образов. Бесплатная версия (Free trial) не позволяет работать с образами размером более 300 Мб. Для снятия ограничения на размер документа требуется платная регистрация |